# آشپزی آمریکای شمالی

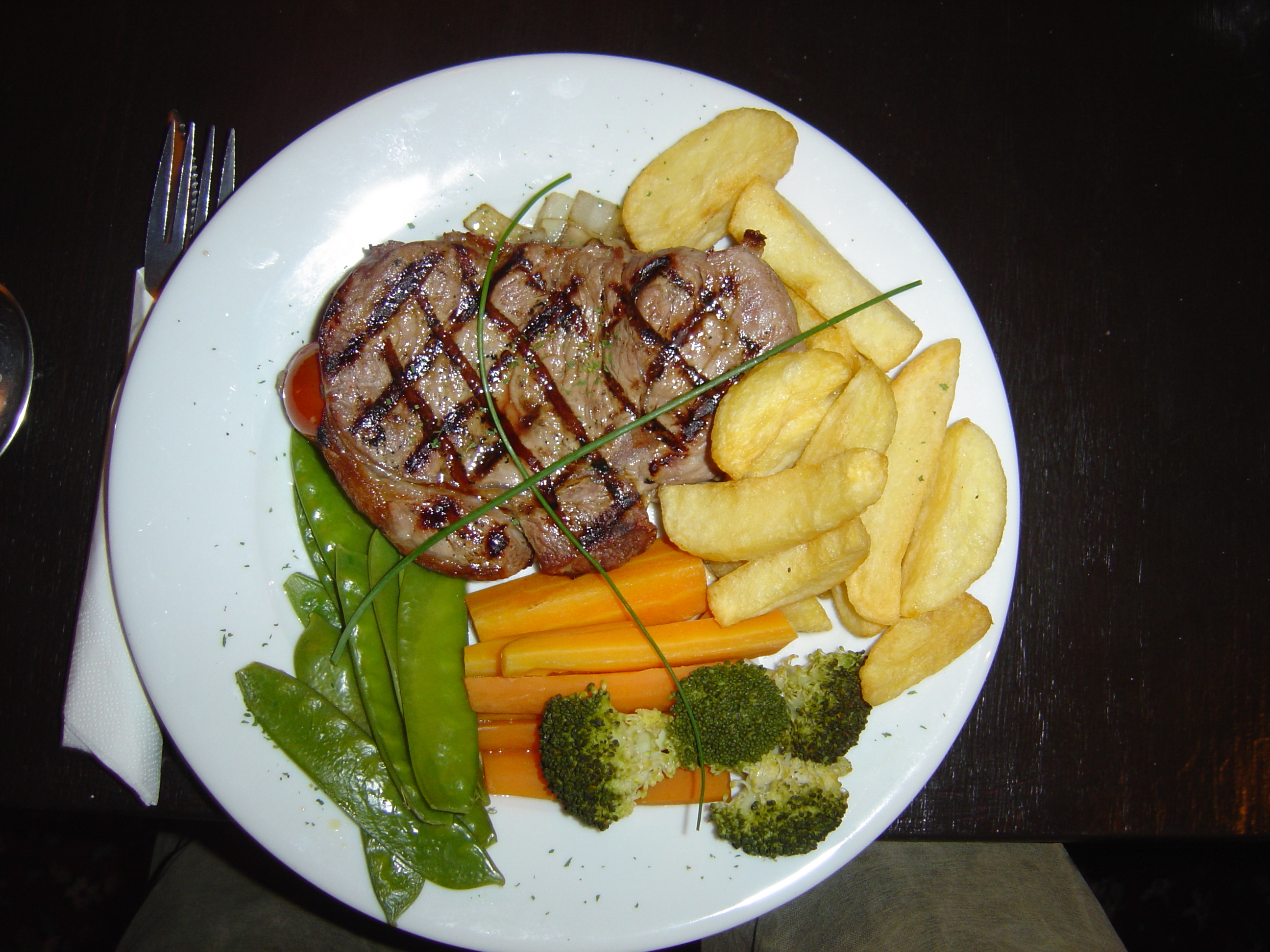
استیک

آشپزی آمریکای شمالی شامل آشپزی بومی یا محبوب در کشورهای آمریکای شمالی است، مانند آشپزی کانادایی، آشپزی آمریکایی، آشپزی آفریقایی آمریکایی، آشپزی مکزیکی، آشپزی کارائیب و آشپزی آمریکای مرکزی. آشپزی آمریکای شمالی تأثیر بسیاری بر آشپزی کشورهای دیگر، از جمله آشپزی بومیان آمریکا، آشپزی یهودی، آشپزی آفریقایی، آشپزی آسیایی، آشپزی خاورمیانه و به ویژه آشپزی اروپایی داشته است.

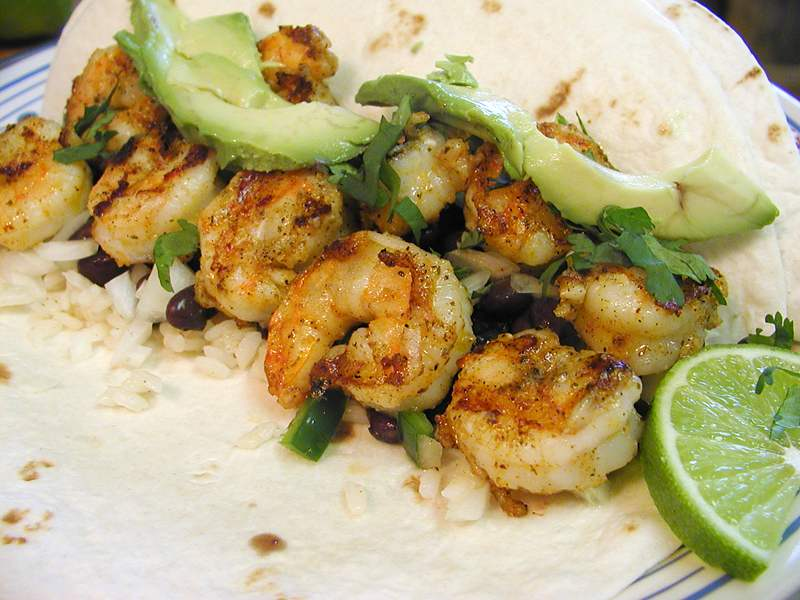
میگو کبابی

به عنوان یک اصطلاح گسترده و جغرافیایی آشپزی، آشپزی آمریکای شمالی شامل آشپزی آمریکای مرکزی و کارائیب نیز می‌شود. این مناطق بخشی از آمریکای شمالی هستند، بنابراین این آشپزی‌های منطقه‌ای نیز در بخش آشپزی آمریکای شمالی قرار می‌گیرند.

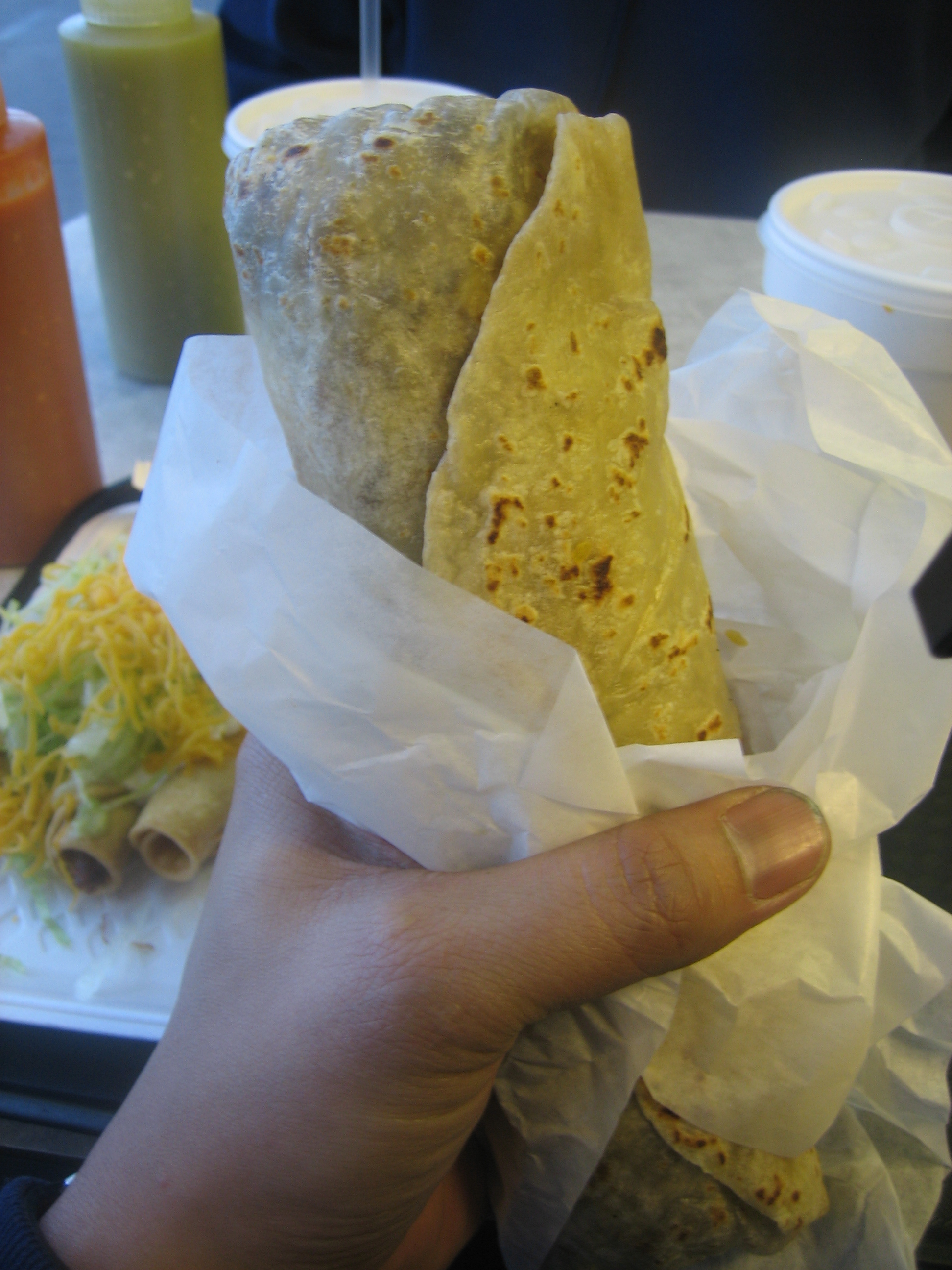
بوریتو

## تاریخچه

### بر پایه کشور
- آشپزی آمریکایی
- آشپزی آنگویل
- آشپزی آنتیگوا و باربودا
- آشپزی باهامایی
- آشپزی باربادوسی
- آشپزی بلیز
- آشپزی برمودایی
- آشپزی جزایر ویرجین بریتانیا
- آشپزی کانادایی
- آشپزی کیمانی
- آشپزی کاستاریکا
- آشپزی کوبایی
- آشپزی دومینیکا
- آشپزی جمهوری دومینیکن
- آشپزی گرینلند
- آشپزی گرنادان
- آشپزی گواتمالایی
- آشپزی هائیتی
- آشپزی هندوراسی
- آشپزی جامائیکایی
- آشپزی مکزیکی
- آشپزی مونتسراتیا
- آشپزی نیکاراگوئه ای
- آشپزی پانامایی
- آشپزی پورتوریکویی
- آشپزی سنت بارتلمی
- آشپزی سنت لوسیان
- آشپزی سالوادور
- آشپزی ترینیداد و توباگویی
- آشپزی جزایر ویرجین ایالات متحده